# Quackwatch
Quackwatch, Inc. es una organización sin fines de lucro con su sede en los Estados Unidos, fundada por Stephen Barrett en 1969. Su misión u objetivo principal es "combatir fraudes relacionados con la salud, mitos, falacias y malas conductas" con especial interés en proveer "información relacionada con el quackery difícil o imposible de acceder".
El sitio web Quackwatch.org opera desde 1996, vigilando la medicina alternativa y advirtiendo al público sobre remedios alternativos no probados o inefectivos.
El sitio web contiene varios artículos y textos similares que critican varias formas de medicina alternativa.
Quackwatch cita constantemente artículos especializados revisados por pares y, por su trabajo, ha recibido varios premios.
Además, la organización cuenta con un amplio reconocimiento y apoyo financiero por parte de diferentes organizaciones. Ha sido reconocida por distintos medios, los cuales citan a Quackwatch.org como una fuente práctica de información en línea para el consumidor.
El éxito de Quackwatch generó la creación de otros 21 sitios web relacionados con el tema.
La organización y la web recibió varias amenazas por simpatizantes y practicantes de las diferentes formas de la medicina alternativa.

## Historia
Fundado en 1969 por el Dr. Stephen Barrett, el comité de Leigh Valley contra el fraude a la salud fue registrado en el Estado de Pensilvania en 1970. En 1996, la corporación creó su propia página web Quackwatch.org, pero fue rebautizada como Quackwatch, Inc. al año siguiente, después de llamar la atención a nivel nacional. 
Quackwatch está además afiliada al Consejo Nacional contra el Fraude a la Salud.

## Misión y campo
Quackwatch es dirigida por Barrett, su presidente, con el aporte de una junta de consejeros y la ayuda de voluntarios, además de la cooperación de un número de profesionales de la medicina.
Hasta 2003, Quackwatch había utilizado los servicios de más de 150 científicos y consejeros técnicos: 67 consejeros médicos, 12 consejeros dentales, 13 consejeros del campo de la salud mental, 16 consejeros de las ciencias de la nutrición y de alimentos, 8 veterinarios y otros 33 consejeros científicos y técnicos completaban la lista.
Muchos profesionales respetables se han sumado para contribuir en el sitio web, en el campo de su especialidad.
Quackwatch describe su misión como:

...Investigar dudosas afirmaciones, contestar preguntas sobre productos y servicios, aconsejar a las víctimas de chantaje, distribuir publicaciones confiables, desmentir afirmaciones pseudocientíficas, denunciar mercadeo ilegal, mejorar la calidad de la información sobre salud en la Internet, asistir o generar demandas sobre protección al consumidor, y atacar anuncios comerciales engañosos en la Internet.

Quackwatch declara que no tienen empleados asalariados y el costo total de operar todos los sitios web de Quackwatch asciende a aproximadamente 7000 USD (dólares) al año. Se financia principalmente por pequeñas aportaciones individuales, comisiones por ventas en otros sitios, beneficios de las ventas de publicaciones y por donaciones del mismo Barrett. También reciben algunos ingresos derivado del uso de sitios patrocinados, incluyendo Amazon, ConsumerLab.com, HealthGrades Inc, y Netflix.

## Contenido del sitio
El sitio web de Quackwatch contiene muchos ensayos y artículos dirigidos a consumidores no especializados, escritos por varios profesionales, entre los que se encuentran Barrett, un consejo de consultores y otras aportaciones de terceros. Los artículos discuten productos relacionados con la salud, tratamientos, empresas y proveedores que, según el comité de Quackwatch, son engañosos, fraudulentos y/o inefectivos. También se incluyen enlaces a fuentes de artículos y referencias internas y externas para estudios más detallados.
El sitio es especialmente crítico acerca de productos, servicios y doctrinas (autodenominadas «teorías»)  que se consideran cuestionables, dudosas o incluso peligrosas e incluye:
- Acupuntura
- Algas (terapia)[14]
- Alimentos orgánicos
- Análisis de pelo
- Ayuda ergogénica
- Aiurveda
- Candidiasis
- Controversia sobre la amalgama dental[15]
- Cordón umbilical[16]
- Curación a través de la fe
- Diagnósticos genéticos
- Diagnóstico del iris
- Glucosamina
- Herbalismo[17]
- Herboristería[17]
- Homeopatía[18]
- Controversia sobre la hormona de crecimiento
- Iridología (diagnóstico mediante el iris).
- Kinesiología aplicada
- Magnetoterapia
- Medicina aiurvédica
- Medicina alternativa[19]
- Medicina china tradicional[20]
- Medicina ortomolecular
- Método Bates para corregir la visión[21]
- Naturopatía[22]
- Osteopatía
- Quiropráctica[23]
- Reflexoterapia
- Síndrome de intolerancia química múltiple
- Suplementos dietéticos[24]
- Terapia colónica[25]
- Terapia craneosacral
- Terapia metabólica
- Toque terapéutico
- Trabeculoplastia neumática
- Usos médicos de la plata
- Zumo de frutas
- Terapias basadas en células madre[16]

El sitio web también ofrece información acerca de ciertas personas que llevan a cabo, trafican o recomiendan terapias consideradas dudosas, incluyendo casos de delitos cometidos en el área de fraudes al consumidor.
La lista incluye al dos veces ganador del premio Nobel Linus Pauling (cuya defensa del empleo de altas dosis de vitamina C es fuente de críticas), el Centro Nacional para la Medicina Alternativa y Complementaria y el proponente de la medicina integradora Andrew Weil.